# Beira Transmontana

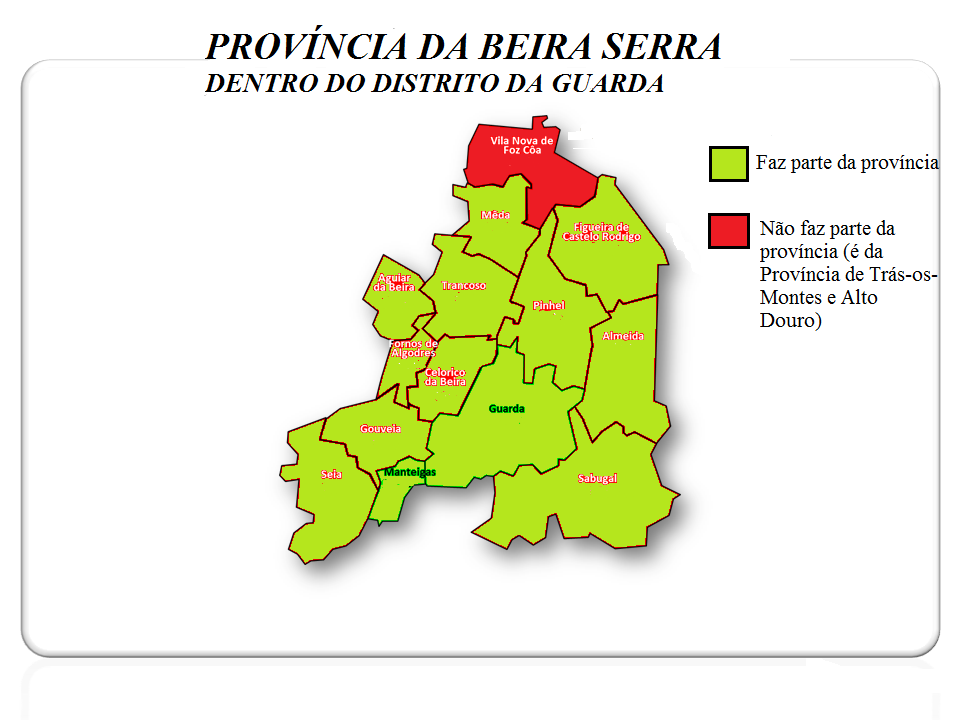
Territorio de la propuesta Provincia de Beira Serra

Beira Trasmontana, también llamada Beira Transmontana o Beira Serra, se refiere a una región  histórico-cultural portuguesa formada por todos los municipios del distrito de Guarda, excepto Vila Nova de Foz Côa (Trás-os-Montes y Alto Douro). La Beira Trasmontana comprende los municipios de Aguiar da Beira, Almeida, Celorico da Beira, Figueira de Castelo Rodrigo, Fornos de Algodres, Gouveia, Guarda, Manteigas, Mêda, Pinhel, Sabugal, Seia y Trancoso. Oficialmente nunca existió como provincia.

## Historia
La Beira Trasmontana es una subdivisión de la región histórica que hasta principios del XX abarcaba el territorio de la actual Beira Interior, con los municipios de la antigua Beira Transmontana y la actual Beira Baixa .
La región de la Beira Trasmontana aparece por primera vez referenciada en la propuesta de las regiones naturales del geógrafo Amorim Girão, que la define como una de las 13 subdivisiones naturales del país, explicando detalladamente sus características específicas. En el proceso de adaptación de estas 13 comarcas naturales que dio lugar al modelo de Provincias de 1936, la Beira Trasmontana se incluyó en la Beira Alta junto con Viseo.
Las diferentes realidades de las dos regiones y la ruptura de vínculos históricos (que se remontaban a la época de la antigua diócesis de Egitânia, en la época medieval, que abarcaba toda la Beira Interior ) con la Beira Baixa, generaron las protestas de las poblaciones de la Beira Trasmontana, que pedían la creación de una comarca propia (llamada por los lugareños Beira Serra), o el restablecimiento de la unión con la Beira Baixa.
Al respecto, el geógrafo portugués Orlando Ribeiro, que se oponía a esta unión, expuso las diferencias entre las comarcas de Beira Alta y el Norte Trasmontano, diferenciando este por sus características paisajísticas de planicies y montañas.

## Características

### Geografía
La Beira Trasmontana es una meseta, que geológicamente pertenece al Macizo Ibérico, en cuya composición predominan los granitos y los esquistos, con una altitud que varía entre los 600 metros y los 900 metros, y está cortada, de forma abrupta, por los profundos valles de ríos como el Côa, el Mondego o el Noéme. Sin embargo, en el paisaje destacan algunas elevaciones relevantes como la Sierra de Marofa, el Jarmelo y la Sierra de la Estrella.

### Economía y recursos
Se trata de una región principalmente agrícola, con buenas condiciones para la producción de aceite de oliva. Los principales centros urbanos son las ciudades de Guarda, Seia, Gouveia, Trancoso, Pinhel, Meda y Sabugal y las localidades esencialmente urbanas de Celorico da Beira y Vilar Formoso. A partir del último tercio del XX la agricultura ha ido perdiendo importancia, cediendo su espacio a la actividad forestal, fundamentalmente por el abandono de las superficies cultivables debidas al éxodo rural.

## Denominación compartida
Beira Transmontana también ha designado al pequeño trozo de la provincia de Trás-os-Montes que se encontraba al sur del río Duero, también llamado Beira Doura, que nunca tuvo existencia oficial como provincia.
Esta zona estaba compuesta por cinco municipios: uno en el distrito de Guarda (el municipio de Vila Nova de Foz Côa) y cuatro en el distrito de Viseu (condados de Armamar, Lamego, São João da Pesqueira y Tabuaço), con Lamego como la ciudad más importante. De haber existido oficialmente Beira Transmontana como provincia, Lamego habría sido su capital, ya que en su día fue el único lugar con categoría honorífica de ciudad y sede de una diócesis. Actualmente, sigue siendo el principal centro urbano de la zona, incluida en la subregión estadística del Duero, abarcando varios municipios, incluidos algunos que alguna vez formaron parte de la antigua Beira Alta, así como algunos de Trás-os-Montes.
Precisamente en torno a esta región, y con la ciudad de Lamego como eje principal, se intentó crear un nuevo distrito (el distrito de Lamego), como forma de descentralización administrativa, sin embargo, perdió este estatus ante Viseo, con una posición más central en la región de la antigua Beira Alta, de la que era capital.